# جرجس زابولياي
جرجس ساپوليايِ أو جيورجي زاپولياي (بالمجرية: Szapolyai György)(حوالي 1488م-29 أغسطس 1526م قُتل في معركة موهاج)، نبيل مجري وحاكم مقاطعة سبيش (szepesi)، شغل مناصب رفيعة داخل مملكة المجر. كان ابن أسطفان سزابولياي (Szapolyai István)، الوصي الأكبر في المجر (بالاطين المجر - nádor)، والأميرة هيدفيغ من تشيشين (Hedvig tescheni hercegnő)، وهو الشقيق الأصغر للملك المجري يوحنا الأول (يانوش زابوليا) الذي كان شخصية مؤثرة جدًا في مملكة المجر، وكان يعيش دائمًا في ظل أخيه الأكبر. تمت خطبته لأليصابات كورڤين، آخر سليل ووريث لعائلة هونياد وآخر فرد من العائلة على قيد الحياة، وهي ابنة يوحنا كورڤين الابن غير الشرعي للملك ماتياس كورڤين ملك المجر ابن يوحنا هونياد العسكري المجري. لكن أليصابات ماتت ولم يتم الاحتفال بالزواج أبدًا.
تم تعيينه قائداً أعلى للجيوش المجرية في معركة موهاج عام 1526م إلى جانب بولس توموري رئيس أساقفة كالوتشا، أحد قادة الجيش المجري. شارك في المعركة برفقة الملك لويس الثاني ملك المجر ضد العثمانيين بقيادة السلطان سليمان القانوني، والتي انتهت بهزيمة كارثية للمجر. اختفى جرجس زاپولياي خلال المعركة، ولم يتم العثور على جثته، ويُفترض أنه قُتل فيها. يُقال أنه قتل الملك لويس الثاني ملك المجر أثناء هروبه من هزيمة معركة موهاج ولكن المؤرخين لا يعتبرون هذا التقرير ذا مصداقية، ويشككون في صحة هذه الرواية.

## حياته
نظرًا للشخصية المهيمنة لأخيه الملك المجري يوحنا الأول (يانوش زابوليا)، فقد تم إبعاد جرجس ساپوليايِ عن الحياة السياسية، وتم تهميشه، وكان يوحنا الأول هو الذي حصل على الشهرة الأكبر.
في عام 1504م، خُطِب جرجس ساپوليايِ للأميرة أليصابات كورڤين (Erzsébetet) ابنة الأمير يانوش كورڤين (Corvin János) بتوجيه من والدته الأميرة هيدفيج أميرة تشيشين وأرملة البلاطين (نائب الملك) أسطفان سزابولياي، التي وافقت على دعم بياتريكس فرانجيپان (Frangepán Beatrix) أرملة يوحنا كورڤين بعد وفاة ابنها الأكبر كريستوف (Kristóf)، وذلك لضمان وراثة أليصابات لأملاك وإقطاعات يوحنا هونياد وفقًا لقوانين الإرث.
في فبراير 1505م، تمت خطبة أليصابات في بودا لابن الأميرة هيدفيج الأصغر جرجس، والذي وفقًا للاتفاق، سوف يرث أيضًا إقطاعيات هونياد من خلال زوجته المستقبلية. قامت بياتريكس فرانجيپان بهذه الخطوبة بعد وفاة ابنها الأكبر كريستوف في 17 مارس 1505م. وتم تأكيد الخطبة في أغسطس 25 من نفس العام في راكولنوك (Rakolnokon).  ولكن حدث أن الملك المجري فلاديسلاف الثاني أصدر وثيقة مؤرخة بتاريخ 31 أغسطس 1506م، تبرع بموجبها بمنح الأراضي لأرملة يانوش وابنتهما تقديرًا لجهود زوجها الراحل يانوش كورڤين، مما دفع بياتريكس إلى فسخ خطبة ابنتها. 
بالتزامن مع خطوبة هونياد وجرجس ساپوليايِ في فبراير 1505م، طلب شقيقه الأكبر يانوش البالغ من العمر 18 عامًا بالنيابة عن والدتهما الأميرة هيدفيج، يد الأميرة آنا البالغة من العمر 19 شهرًا ابنة الملك لازلو الثاني والملكة آنا من كاندال. إلا أن البلاط الملكي رفض هذا الطلب بأدب شديد، مبررين ذلك بأن الملك لازلو الثاني لديه ابنة واحدة فقط، وأنه ما زال يأمل كل الأمل في أن يُرزق بوريث ذكر يتولى العرش، بدلاً من أن يكون زوج ابنته هو الوريث..
قبل معركة موهاج، تم اختيار جيورجي كقائد أعلى للقوات المسلحة إلى جانب بولس توموري بدلاً من شقيقه الأكبر الذي تأخر في الوصول إلى المعركة، حيث اختفى في المعركة ويُفترض أنه مات.
في كتاب "رسالة عن ضياع مملكة المجر" (Epistola de perdicione regni Hungarorum)، يقتبس جرجس سيريمي (Szerémi György) رسالة يُزعم فيها أن قسيس البلاط الملكي ميكلوش تاتاي (Tatai Miklós) كتبها بعنوان "Epistola flebis" (الرسالة المُحزنة)، والتي يتهم فيها الكونت جرجس ساپوليايِ بأنه هو من قتل الملك لويس الثاني ملك المجر في منزل كاهن أبرشية دوناسيك (dunaszekcsői) بالمجر أثناء هروبه من معركة موهاج، وذلك لتسهيل اعتلاء أخيه العرش بشكل أكبر. ومع ذلك، فإن هذه الرسالة هي المصدر الوحيد المعروف لنا حول الكاهن الملكي ميكلوش تاتاي، ومن اللافت أن الرسالة كُتبت بنفس خط اليد الذي استخدمه جرجس سيريمي في كتابته، مما يجعل المؤرخين يشككون في مصداقية هذه المعلومات، ولا يقبل المؤرخون هذه المعلومات على أنها حقيقية.